# José Toral y Velázquez
José Toral y Velázquez (Mazarrón, 18 de agosto de 1832-Madrid, 10 de julio de 1904) fue un militar español recordado por ser el último gobernador militar de Cuba, hasta la rendición de la ciudad de Santiago de Cuba a las tropas norteamericanas el 16 de julio de 1898 durante la Guerra hispano-estadounidense.

## Biografía

### Primeros años y carrera militar
Nació en Mazarrón  (Región de Murcia), en una época en la que esta ciudad se encontraba en su apogeo gracias a su gran actividad minera y muchas familias emigraban allí en busca de fortuna. Hijo de Francisco Toral, natural de Ciudad Real, y de Juana Velázquez, oriunda de Cartagena fue bautizado en la iglesia de San Antonio de Padua de su ciudad natal inscribiéndolo con los nombres de José María Isidoro Casiano Antonio. El matrimonio se había establecido en Mazarrón, probablemente, atraído por la pujante economía del municipio. Durante estos hechos nació José Toral, quien ya desde niño encaminó sus pasos hacia la vida castrense. Su carrera militar fue brillante y en junio de 1889, tras ser ascendido a general de división, solicitó ser enviado a la colonia española de Cuba a la que llegó en 1895, año clave en el conflicto protagonizado por los rebeldes cubanos y la escalada de tensión con Estados Unidos.
Las escaramuzas y combates a pequeña escala entre las tropas españolas y los rebeldes cubanos continuaron durante los siguientes años, mientras las oligarquías cubanas comenzaron a presionar cada vez más a Estados Unidos para que interviniera militarmente a su favor, cosa que los norteamericanos en principio quisieron evitar lanzando ofertas de compra por la isla, cuestión que el gobierno español siempre rechazó rotundamente.
El 15 de febrero de 1898 ocurrió un hecho trascendental al explotar el acorazado estadounidense Maine. Este suceso dio el casus belli necesario a Estados Unidos para declarar la guerra a España al considerar que había provocado la explosión del buque. El gobierno español lo negó rotundamente y solicitó que una comisión internacional neutral investigase el caso, pero Estados Unidos se negó y mantuvo la declaración de guerra (investigaciones posteriores demostrarían que la explosión pudo ser accidental y tener su origen en las calderas).
Durante los combates terrestres entre ambos bandos, el teniente general Arsenio Linares nombró a José Toral, que en aquel momento comandaba la guarnición española de Guantánamo, para ser el comandante en jefe de la guarnición española en la ciudad de Santiago de Cuba.

### Asedio y rendición de Santiago de Cuba
El 1 de julio, el general Linares resultó herido en la sangrienta batalla de las Colinas de San Juan, por lo que Toral fue nombrado comandante temporal del IV cuerpo de defensa. Toral heredó una defensa mal planificada y ejecutada por Linares, quien no envió suficientes hombres a las colinas de San Juan, que eran un punto clave en la defensa de la ciudad. Después de las derrotas de El Caney y San Juan, los estadounidenses rodearon, aunque no sin dificultades la ciudad de Santiago, la cual se encontraba bloqueada también por mar después de la destrucción de la flota española en la batalla naval de Santiago de Cuba.
El 7 de julio, Toral, quien siempre estuvo dispuesto a resistir mientras fuera lógico hacerlo, envió un telégrafo al general de brigada Félix Pareja Mesa, pidiendo el envío urgente de refuerzos a la sitiada ciudad, pero la armada norteamericana había cortado los cables de telégrafo a Guantánamo por lo que Pareja nunca recibió el mensaje.

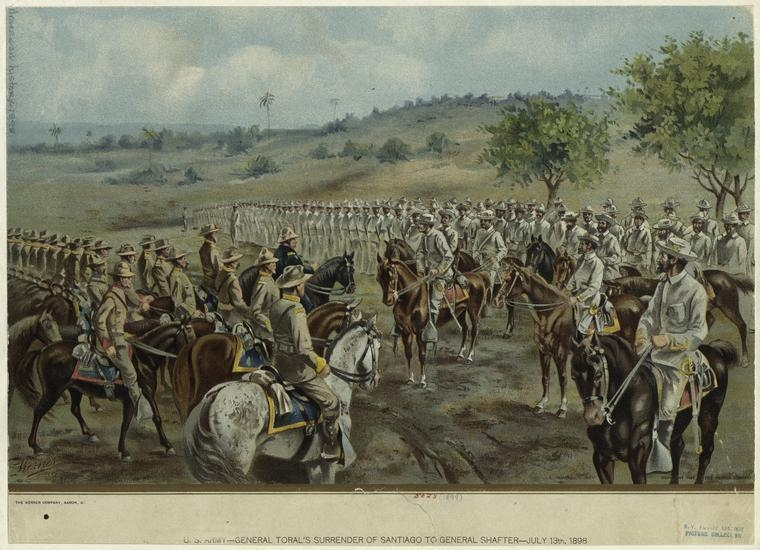
Toral rinde la ciudad de Santiago de Cuba al estadounidense William Rufus Shafter (julio de 1898)

El 16 de julio, después de días de combates, bombardeos y negociaciones, Toral, sabedor de que la situación era insostenible, y deseoso de salvaguardar la vida de sus hombres y los civiles de Santiago, rindió la ciudad a las tropas del general William Rufus Shafter. Para salvaguardar su reputación, Toral exigió a los norteamericanos que utilizaran la palabra capitulación en vez de rendición y que a sus hombres se les permitiera conservar y portar sus armas, a lo que Shafter accedió.

### Vida después de la guerra
Tras la firma del armisticio el 12 de agosto de 1898, Toral partió hacia España el 15 de agosto bajo los términos del protocolo de paz.
Su llegada a España, sin embargo, estuvo plagada de acusaciones contra su persona. La sociedad española lo culpaba del colapso del ejército español en Cuba y de haber entregado pasivamente la ciudad a los norteamericanos, hechos en su mayoría falsos, pues los errores estratégicos fueron responsabilidad de Arsenio Linares y Ramón Blanco y Erenas. Toral tuvo que enfrentarse a manifestaciones públicas, algunas de ellas muy violentas, como las que tuvieron lugar en la ciudad de Vigo. Llegó incluso a ser apedreado por la multitud.
El odio y hostilidad hacia el general llegó a tal punto que fue incluso arrestado y juzgado por un tribunal militar acusado de haber entregado cobardemente la ciudad de Santiago. Durante el juicio fue defendido por Julián Suárez Inclán.
Finalmente, Toral fue absuelto de todos los cargos el 9 de agosto de 1899, pero los ataques contra él prosiguieron durante el resto de su vida. Esta situación acabó por sumirlo en una profunda depresión que acabó desembocando en locura y su posterior ingreso en un hospital psiquiátrico en el antiguo municipio madrileño de Carabanchel Alto. Allí consumió sus últimos días de vida, hasta que falleció el 10 de julio de 1904.